# Elecciones a las Cortes de Castilla-La Mancha de 2003
El 25 de mayo de 2003 tuvieron lugar las elecciones a Cortes de Castilla-La Mancha donde se renovaron los 47 asientos del parlamento regional. El líder socialista José Bono volvió a ganar por mayoría absoluta por sexta vez consecutiva.

## Resultados
| ← Elecciones a las Cortes de Castilla-La Mancha de 2003 → |                                                            |                      |         |       |         |     |
| Presidente y gobierno | Partido                                                    | Candidato            | Votos   | %     | Escaños | +/- |
| - Presidente: José Bono Martínez - Gobierno: PSOE - Censo: 1.448.289 - Votantes: 1.104.118 (76,2%) - Abstención: 344.171 (23,8%) - Válidos: 1.096.584 - A candidatura: 1.082.030 (98,7%) | Partido Socialista Obrero Español (PSOE)                   | José Bono Martínez   | 634.132 | 58,61 | 29      | +3  |
| - Presidente: José Bono Martínez - Gobierno: PSOE - Censo: 1.448.289 - Votantes: 1.104.118 (76,2%) - Abstención: 344.171 (23,8%) - Válidos: 1.096.584 - A candidatura: 1.082.030 (98,7%) | Partido Popular (PP)                                       | Adolfo Suárez Illana | 402.047 | 37,16 | 18      | -3  |
| - Presidente: José Bono Martínez - Gobierno: PSOE - Censo: 1.448.289 - Votantes: 1.104.118 (76,2%) - Abstención: 344.171 (23,8%) - Válidos: 1.096.584 - A candidatura: 1.082.030 (98,7%) | Izquierda Unida-Izquierda de Castilla-La Mancha (IU)       | Ángeles Yagüe        | 33.413  | 3,09  | 0       |     |
| - Presidente: José Bono Martínez - Gobierno: PSOE - Censo: 1.448.289 - Votantes: 1.104.118 (76,2%) - Abstención: 344.171 (23,8%) - Válidos: 1.096.584 - A candidatura: 1.082.030 (98,7%) | Tierra Comunera - Partido Nacionalista Castellano (TC-PNC) |                      | 2.187   | 0,20  | 0       |     |
| - Presidente: José Bono Martínez - Gobierno: PSOE - Censo: 1.448.289 - Votantes: 1.104.118 (76,2%) - Abstención: 344.171 (23,8%) - Válidos: 1.096.584 - A candidatura: 1.082.030 (98,7%) | Los Verdes-Grupo Verde (LV-GV)                             |                      | 1.684   | 0,16  | 0       |     |
| - Presidente: José Bono Martínez - Gobierno: PSOE - Censo: 1.448.289 - Votantes: 1.104.118 (76,2%) - Abstención: 344.171 (23,8%) - Válidos: 1.096.584 - A candidatura: 1.082.030 (98,7%) | Partido Independientes por Cuenca (ixC)                    |                      | 1.658   | 0,15  | 0       |     |
| - Presidente: José Bono Martínez - Gobierno: PSOE - Censo: 1.448.289 - Votantes: 1.104.118 (76,2%) - Abstención: 344.171 (23,8%) - Válidos: 1.096.584 - A candidatura: 1.082.030 (98,7%) | Unidad Castellana (UdCa)                                   |                      | 1.344   | 0,12  | 0       |     |
| - Presidente: José Bono Martínez - Gobierno: PSOE - Censo: 1.448.289 - Votantes: 1.104.118 (76,2%) - Abstención: 344.171 (23,8%) - Válidos: 1.096.584 - A candidatura: 1.082.030 (98,7%) | Partido Familia y Vida (Familia y Vida)                    |                      | 866     | 0,08  | 0       |     |
| - Presidente: José Bono Martínez - Gobierno: PSOE - Censo: 1.448.289 - Votantes: 1.104.118 (76,2%) - Abstención: 344.171 (23,8%) - Válidos: 1.096.584 - A candidatura: 1.082.030 (98,7%) | Democracia Nacional (DN)                                   |                      | 802     | 0,07  | 0       |     |
| - Presidente: José Bono Martínez - Gobierno: PSOE - Censo: 1.448.289 - Votantes: 1.104.118 (76,2%) - Abstención: 344.171 (23,8%) - Válidos: 1.096.584 - A candidatura: 1.082.030 (98,7%) | Izquierda Castellana (IzCa)                                |                      | 621     | 0,06  | 0       |     |
| - Presidente: José Bono Martínez - Gobierno: PSOE - Censo: 1.448.289 - Votantes: 1.104.118 (76,2%) - Abstención: 344.171 (23,8%) - Válidos: 1.096.584 - A candidatura: 1.082.030 (98,7%) | Unidad Regional Independiente (URI)                        |                      | 580     | 0,05  | 0       |     |
| - Presidente: José Bono Martínez - Gobierno: PSOE - Censo: 1.448.289 - Votantes: 1.104.118 (76,2%) - Abstención: 344.171 (23,8%) - Válidos: 1.096.584 - A candidatura: 1.082.030 (98,7%) | Partido Regionalista de Guadalajara (PRGU)                 |                      | 517     | 0,05  | 0       |     |
| - Presidente: José Bono Martínez - Gobierno: PSOE - Censo: 1.448.289 - Votantes: 1.104.118 (76,2%) - Abstención: 344.171 (23,8%) - Válidos: 1.096.584 - A candidatura: 1.082.030 (98,7%) | Partido Demócrata Español (PADE)                           |                      | 498     | 0,05  | 0       |     |
| - Presidente: José Bono Martínez - Gobierno: PSOE - Censo: 1.448.289 - Votantes: 1.104.118 (76,2%) - Abstención: 344.171 (23,8%) - Válidos: 1.096.584 - A candidatura: 1.082.030 (98,7%) | Partido Humanista (PH)                                     |                      | 492     | 0,05  | 0       |     |
| - Presidente: José Bono Martínez - Gobierno: PSOE - Censo: 1.448.289 - Votantes: 1.104.118 (76,2%) - Abstención: 344.171 (23,8%) - Válidos: 1.096.584 - A candidatura: 1.082.030 (98,7%) | La Falange (FE)                                            |                      | 472     | 0,04  | 0       |     |
| - Presidente: José Bono Martínez - Gobierno: PSOE - Censo: 1.448.289 - Votantes: 1.104.118 (76,2%) - Abstención: 344.171 (23,8%) - Válidos: 1.096.584 - A candidatura: 1.082.030 (98,7%) | Izquierda Republicana (IR)                                 |                      | 467     | 0,04  | 0       |     |
| - Presidente: José Bono Martínez - Gobierno: PSOE - Censo: 1.448.289 - Votantes: 1.104.118 (76,2%) - Abstención: 344.171 (23,8%) - Válidos: 1.096.584 - A candidatura: 1.082.030 (98,7%) | Falange Auténtica (FA)                                     |                      | 250     | 0,02  | 0       |     |
| - Presidente: José Bono Martínez - Gobierno: PSOE - Censo: 1.448.289 - Votantes: 1.104.118 (76,2%) - Abstención: 344.171 (23,8%) - Válidos: 1.096.584 - A candidatura: 1.082.030 (98,7%) | En blanco                                                  | N/A                  | 14.549  | 1,0   | N/A     | N/A |
| - Presidente: José Bono Martínez - Gobierno: PSOE - Censo: 1.448.289 - Votantes: 1.104.118 (76,2%) - Abstención: 344.171 (23,8%) - Válidos: 1.096.584 - A candidatura: 1.082.030 (98,7%) | Nulos                                                      | N/A                  | 7.534   | 0,5   | N/A     | N/A |

## Elección e investidura del Presidente de Castilla-La Mancha
| Candidato                 | Fecha                                                   | Voto |    |    | Total |
| ------------------------- | ------------------------------------------------------- | ---- | -- | -- | ----- |
| José Bono (PSOE)          | 26 de junio de 2003 Mayoría requerida: Absoluta (24/47) | Sí   | 29 |    | 29/47 |
| José Bono (PSOE)          | 26 de junio de 2003 Mayoría requerida: Absoluta (24/47) | No   |    | 18 | 18/47 |
| José María Barreda (PSOE) | 27 de abril de 2004 Mayoría requerida: Absoluta (24/47) | Sí   | 29 |    | 29/47 |
| José María Barreda (PSOE) | 27 de abril de 2004 Mayoría requerida: Absoluta (24/47) | No   |    | 18 | 18/47 |